# Sumberkatimoho
Sumberkatimoho is een bestuurslaag in het regentschap Probolinggo van de provincie Oost-Java, Indonesië. Sumberkatimoho telt 2436 inwoners (volkstelling 2010).